# Mihajlo Valtrović
Mihajlo Valtrović także Michail Walter (serb. Михаило Валтровић) (ur. 29 września 1839 w Belgradzie, zm. 22 września 1915 tamże) – serbski architekt, historyk sztuki i archeolog, pierwszy profesor archeologii w Wyższej Szkole w Belgradzie, kustosz Muzeum Narodowego Serbii (1881–1906), pionier muzealnictwa w Serbii. 

## Życiorys
Mihajlo Valtrović urodził się 29 września 1839 w Belgradzie. Valtrović ukończył studia architektury w Karlsruhe. Był pierwszym profesorem archeologii w Wyższej Szkole w Belgradzie. 
W latach 1871–1884, w ramach projektu Serbskiego Towarzystwa Naukowego, sporządził wraz z Dragutinem Milutinovićem (1840–1900) ponad 300 rysunków i akwareli dokumentujących serbskie zabytki średniowiecza.  
W 1881 roku objął stanowisko kustosza Muzeum Narodowego Serbii, wprowadzając jako pierwszy w Serbii nowoczesne metody muzeologii, m.in. wydał pierwszy katalog zbiorów muzealnych i zorganizował działalność edukacyjną muzeum z wykładami i wystawami. Aby zapobiec wywozowi dzieł sztuki z Serbii, zaproponował ustawę o zabytkach i historycznych dziełach sztuki. W 1882 roku zorganizował pierwszą publiczną wystawę rzeźby serbskiego artysty Petara Ubavkića (1852–1910) a rok później wystawę prac Katariny Ivanović (1811–1882) – uznawanej za pierwszą w historii malarkę serbską. Jako kustosz Valtrović pracował przez 25 lat do 1906 roku. 
W 1883 roku założył Serbskie Towarzystwo Archeologiczne. Rok później założył pierwsze specjalistyczne czasopismo archeologiczne „Antiquary”, którego był redaktorem naczelnym w latach 1884–1907. 
Zaznajomił europejskich archeologów z figurką z epoki brązu – „Idolem z Kličevac”, znalezioną w jednym z grobów w Kličevacu i zniszczoną w czasie bombardowania Belgradu w 1914 roku podczas I wojny światowej.   
Valtrović zmarł w Belgradzie 22 września 1915 roku.  

## Członkostwa i nagrody
- 1870 – członek Serbskiego Towarzystwa Naukowego, od 1882 sekretarz Komitetu ds. Sztuki[1]
- 1887 – członek Serbskiej Akademii Królewskiej, w latach 1892–1908 sekretarz Komitetu ds. Sztuk Pięknych[1]